# Línguas tupi-guaranis setentrionais
As línguas tupi-guaranis setentrionais formam um ramo de línguas tupi-guaranis faladas no Brasil.

## Línguas
- Caapor
- Emerillon
- Guajá
- Oiampi
- Zoé

### Rodrigues (2013)
Línguas e/ou dialetos segundo Rodrigues (2013):
- Takunyapé
- Wayampí (Oyampí)
- Wayampipukú
- Emérillon
- Amanayé
- Anambé
- Turiwára
- Guajá
- Urubú

### Rodrigues & Cabral (2012)
As línguas segundo Rodrigues e Cabral (2012):
- † Anambé de Ehrenreich
- Guajá (Awá, Avá)
- Ka’apór (Urubú, Urubú-Ka’apór, Kaapor)
- † Takunyapé (Taconhapé)
- Wayampí (Oyampi, Wajãpi, Waiãpi)
- Wayampipukú
- Emérillon (Emerenhão)
- Zo’é (Zoé, Jo’é)

(† = língua extinta)

### Dietrich (2010)
As línguas segundo Dietrich (2010):
- Ao norte do Amazonas:
  - Wayãpi do Amapari e da Guiana Francesa/wayampi (antes oyampi)
  - Karipuna (karipuna do Amapá)
  - Wayãpi do Jari/wayampipuku
  - Émérillon/teko
  - Zo’é/jo’é/dzo’é/puturú-jar/tupi do Cuminapanema/buré
- Ao sul do Amazonas:
  - Guajá
  - Ka’apor/urubú-ka’apor

## Evolução fonológica
Características mais gerais em relação ao Proto-Tupi-Guarani (PTG):
- perda parcial das consoantes finais
- fusão de *tx, ambos mudados em h ou zero
- mudança de *pw em kw
- mudança de *pj em s
- conservação de *j

Exemplos:
- PTG *akér "eu durmo" > Urubú akér, Wayampí áke; PTG *potýr "flor" > Urubú putýr, Wayampí póty, Wayampipukú potyr
- PTG *jatxý "lua" > Urubú jahý, Wayampí jáy; PTG *otsó "ele vai" > Urubú ohó, Wayampí óo
- PTG *-pwár "amarrar" > Urubú -kwa; PTG *-pópwár "amarrar as mãos" > Urubú pukwár
- PTG *-epják "ver" > Urubú -sak, Wayampí -ésa "achar"
- PTG *jacaré "jacaré" > Urubú jakaré, Wayampí jakaré